# Bernard Le Roux
Le Roux, Moorreesburg, (4 de junio de 1989) es un jugador Sudafricano de rugby de ascendencia francesa que se desempeña como Flanker que juega para el club Racing Metro 92 del Top 14 francés.

## Carrera
Le Roux, tras probar en otros deportes como la natación y de no pasar una primera prueba con los Boland Cavaliers, tras entrar en un centro de alto rendimiento consigue en 2009 un contrato con Boland Cavaliers debutando el 27 de febrero de 2009 ante Natal donde perdieron por el resultado de 18-43.
Al concluir esa temporada el entrenador de Racing Metro 92 Philippe Berbizier, convence a Le Roux para que fiche por el club parisino, entrando como "joker médico" tras la lesión del argentino Álvaro Galindo.
El 21 de noviembre de 2009 debuta en el derby parisino ante Stade Français con el resultado de 20-18 a favor de Racing Metro. Le Roux juega 9 partidos en esta temporada y ayuda para que su equipo que esa temporada había ascendido al Top 14 mantenga la categoría e incluso consiga meterse en los playoffs de la lucha por el título.
A partir de esa temporada Le Roux junto con sus compañeros han jugado todos los años en la fase por el título pero lo máximo que ha llegado ha sido hasta semifinales en las temporadas 2010-2011 ante Montpellier HRC por 25-26 y en 2013-2014 al caer ante RC Toulon por 16-6. Se proclama campeón del Top 14 francés en 2015-2016 al ganar la final que les enfrenta a [Rugby-Club Toulonnais|Toulon] por 29-21.

## Selección nacional
En la temporada 2011-2012 tras jugar tres temporadas en Francia pide su asimilación para poder ser elegible y jugar con la Selección de rugby de Francia, pero en las dos primeras convocatorias para los test matches de noviembre de 2012 y para el Torneo de las Seis Naciones 2013, no fue convocado por el seleccionador Phillippe Saint André.
Le Roux hizo su debut con los bleus en la gira de verano que hizo la selección francesa en Nueva Zelanda, debutando el 15 de junio de 2013 ante los All Blacks en un partido en el que salió de titular y jugó los 80 minutos donde el XV del gallo perdió por 30-0.
En 2015 es seleccionado para formar parte de la selección francesa que participa en la Copa Mundial de Rugby de 2015. jugando los 5 partidos que Francia jugó en el torneo